# Монпитоль
Монпито́ль (фр. Montpitol, окс. Montpitòl) — коммуна во Франции, находится в регионе Юг — Пиренеи. Департамент — Верхняя Гаронна. Входит в состав кантона Монтастрюк-ла-Консейер. Округ коммуны — Тулуза.
Код INSEE коммуны — 31388.

## География

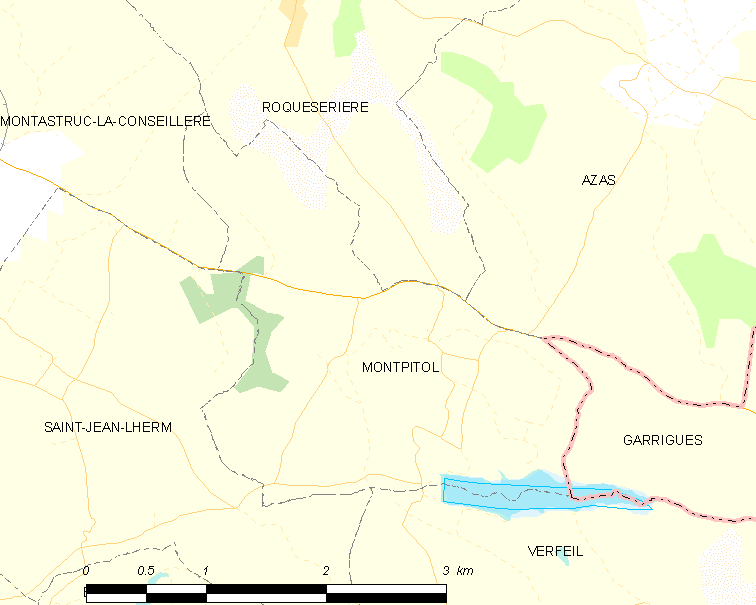
Карта коммуны

Коммуна расположена приблизительно в 580 км к югу от Парижа, в 20 км к северо-востоку от Тулузы.
На юге коммуны расположено озеро Ларагу.

## Климат
Климат умеренно-океанический. Зима мягкая и снежная, весна характеризуется сильными дождями и грозами, лето сухое и жаркое, осень солнечная. Преобладают сильные юго-восточные и северо-западные ветры.

## Население
Население коммуны на 2010 год составляло 399 человек.
| 1962 | 1968 | 1975 | 1982 | 1990 | 1999 | 2010 |
| ---- | ---- | ---- | ---- | ---- | ---- | ---- |
| 169  | 141  | 121  | 176  | 251  | 332  | 399  |

## Экономика
В 2010 году среди 272 человек трудоспособного возраста (15—64 лет) 206 были экономически активными, 66 — неактивными (показатель активности — 75,7 %, в 1999 году было 76,7 %). Из 206 активных жителей работали 193 человека (109 мужчин и 84 женщины), безработных было 13 (6 мужчин и 7 женщин). Среди 66 неактивных 30 человек были учениками или студентами, 24 — пенсионерами, 12 были неактивными по другим причинам.

## Достопримечательности
- Церковь Св. Власия